# Абель, Адольф Вильгельм
Адольф Вильгельм Абель (нем. Adolf Wilhelm Abel, род. 18 октября 1914, Мёрс — ум. 26 августа 1944, Гура-Галбеней, Молдавия, СССР) — офицер германской армии, подполковник. Участник боевых действий во время Второй мировой войны как на Западном, так и на Восточном фронтах, за особую храбрость награждённый высшими боевыми наградами нацистской Германии.

## Биография
Адольф Абель, после окончания пехотного военного училища, поступает фанен-юнкером в июне 1934 года в состав 5-го батальона 2-го пехотного полка рейхсвера. В том же году становится ефрейтором. В 1936 году выслуживает офицерское звание лейтенанта. В 1938 году проходит курс обучения по программе противотанковой обороны. К началу Второй мировой войны он в звании обер-лейтенанта находится в составе 23-го пехотного полка 161-й пехотной дивизии. Участник Польской кампании (1939), битвы за Францию (1940), операции «Барбаросса» (1941), Минско-Белостокского сражения (1941), Смоленской битвы (1941), второй битвы за Харьков (1942), Ясско-Кишинёвской оборонительной операции (1944). Был многократно ранен. В декабре 1942 года был произведён в капитанское звание (в составе 301-го гренадерского полка), в сентябре 1943 года — в майоры и командующие 364-го гренадерского пехотного полка.
На рассвете, 26 августа 1944 года погиб в бою близ селения Гура-Галбеней в Молдавии, будучи подполковником, командующим 570-м пехотным гренадерским полком.
По словам очевидцев Абель подорвал с помощью прикрепляемого кумулятивного заряда советский танк, идущий на немецкие позиции, но не успел отбежать достаточно далеко и был смертельно ранен, множеством осколков от разлетевшейся брони.

## Награды
- Железный крест 2-го класса (25 июня 1940 года)
- Железный крест 1-го класса (27 октября 1940 года)
- Нагрудный знак За ранение (чёрный, 13 августа 1941 года)
- Нагрудный знак За ранение (серебряный, 20 ноября 1942 года)
- Нагрудный штурмовой пехотный знак (30 сентября 1941 года)
- Медаль «За зимнюю кампанию на Востоке 1941/42» (15 апреля 1942 года)
- Немецкий крест в золоте (13 декабря 1942 года)
- Рыцарский крест Железного креста (23 сентября 1943 года).

## Дополнения
- Вторая мировая война на Awards.com Архивная копия от 5 января 2021 на Wayback Machine
- Справочник вермахта Архивная копия от 7 июня 2011 на Wayback Machine
- Награждённые рыцарским крестом 1939—1945